# Beni Virtzberg
Beni Virtzberg (בני וירצברג) (Amburgo, 12 agosto 1928 – Be'er Sheva, 4 agosto 1968) è stato uno scrittore tedesco naturalizzato israeliano, superstite dell'Olocausto.
Uno dei bambini dell'Olocausto, sopravvisse al ghetto di Sosnowiec e quindi al campo di concentramento di Auschwitz, dove per qualche tempo fu impiegato come tuttofare da Joseph Mengele. Trasferitosi in Israele combatté nella guerra arabo-israeliana del 1948 nei ranghi del Palmach. Impiegato quindi nel servizio forestale dello Stato di Israele, fu tra i primi a scrivere nel 1967 un racconto autobiografico delle sue esperienze durante e dopo l'Olocausto, allorché il processo di Adolf Eichmann spinse gli israeliani per la prima volta a discutere apertamente e pubblicamente l'esperienza dei sopravvissuti. Morì suicida nel 1968 sparandosi un colpo di pistola alla testa.

## Biografia

### L'infanzia in Germania e Polonia
Beni Virtzberg nacque nel distretto di Altona della città di Amburgo in Germania. Era figlio unico. Suo padre, Gabriel Gustav, era un facoltoso mercante ebreo polacco che viveva in Germania. Sua madre Rachel si era laureata all'università ma dopo il matrimonio aveva deciso di dedicarsi completamente alla famiglia.
I drammatici eventi della notte dei cristalli nel novembre 1938 interruppero l'infanzia felice di Beni, che allora aveva dieci anni e frequentava le scuole elementari ebraiche di Amburgo. I suoi genitori furono arrestati dalla Gestapo, ma presto rilasciati e per qualche tempo il padre cercò in qualche modo di proseguire le proprie attività commerciali. La situazione però si fece sempre più difficile. I genitori cercarono di inserire il figlio in un Kindertransport per l'Inghilterra ma senza successo. Poco dopo il padre fu espulso in Polonia. Anche la madre e Beni lo seguirono nel luglio 1939. La famiglia si stabilì presso dei parenti a Sosnowiec nella Polonia del sud, onde poi ritrovarsi solo due mesi dopo nel ghetto della città sotto il duro regime di occupazione tedesca.

### La deportazione ad Auschwitz
Dopo tre anni di stenti e sofferenze, il primo agosto 1942 il ghetto di Sosnowiec fu liquidato e Beni e i suoi genitori furono deportati ad Auschwitz. La madre fu uccisa nelle camere a gas il giorno stesso del loro arrivo al campo. Beni, unico ad essere selezionato per il lavoro coatto, si rivolse in tedesco a uno degli ufficiali nazisti nelle vicinanze, pregandolo di non separarlo dal padre. L'ufficiale in questione era Josef Mengele. Beni aveva 14 anni e il fatto che provenisse dalla Germania e parlasse correntemente il tedesco e lo yiddish lo rendeva utile come tuttofare e portaordini. Mengele lo prese con sé come un attendente personale, acconsentendo anche a risparmiare la vita del padre .
Lavorando nell'ospedale Beni fu testimone degli esperimenti di sterilizzazione compiuti da Mengele sui prigionieri, svolgendo nel contempo tutte quelle mansioni di tuttofare che gli ufficiali SS riservavano ad alcuni ragazzi prigionieri. Beni assiste anche alla visita di Adolf Eichmann al campo.
Fu così che Beni poté a sopravvivere fino alla fine del 1944, riuscendo anche ad aiutare il padre, al quale egli procurava clandestinamente del cibo. Nel gennaio 1945, nell'imminenza dell'arrivo delle truppe sovietiche, Beni e il padre vennero inseriti in una delle marce della morte con le quali si cercò di evacuare il maggior numero possibile dei prigionieri e nascondere le prove delle atrocità commesse. Ormai troppo debole per camminare a lungo, il padre venne ucciso durante la marcia da una guardia SS davanti agli occhi del figlio. Beni invece sopravvisse, giungendo al campo di concentramento di Mauthausen e quindi a quello di Melk dove, scampato ancora alla morte e alle durissime condizioni di vita e di lavoro, fu liberato l'11 aprile 1945 all'arrivo delle truppe americane.

### La vita in Israele
Dopo la liberazione, Virtzberg trascorse alcuni mesi in Italia nel paese di Santa Maria al Bagno nel Salento, dove era stato allestito uno dei più importanti campi profughi per gli ebrei sopravvissuti ai campi di concentramento in viaggio verso la Palestina. Vi transitarono più di 100.000 persone.
Virtzberg giunse in Israele come parte della Youth Aliyah già nel novembre 1945. Lì fu accolto dai membri del kibbutz Givat HaShlosha, dove si unì al Palmach, la forza militare organizzata dagli ebrei in quella che allora era il Mandato britannico della Palestina.
Virtzberg prese parte alla guerra arabo-israeliana del 1948, partecipando agli sforzi per rompere il blocco di Gerusalemme e quindi ai combattimenti nel deserto del Negev.
Terminato il servizio militare, nel giugno 1950 sposò Rachel Issachar (Bashari), nativa di Rehovot, la quale come lui aveva militato nel Palmach. La coppia ebbe due figli, Ilan and Dalia. Virtzberg lavorava adesso per il servizio forestale dello Stato di Israele di cui giunse a dirigere il reparto di ricerca per le regioni meridionali del Negev, sviluppando un sistema di irrigazione secondo una tecnica ispirata ai metodi usati in antichità dai Nabatei.

## Il libro di memorie

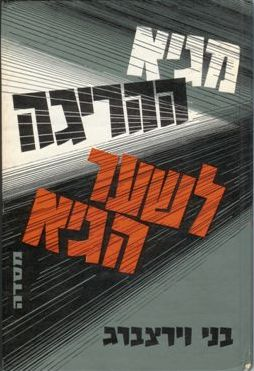
Copertina della prima edizione (in ebraico, 1967) del libro di Virtzberg

Virtzberg conduceva una vita all'apparenza serena e attiva. I fantasmi del passato si riaffacciarono però con il processo di Adolf Eichmann nel 1961, che portò lui e l'intera società israeliana a rivivere l'esperienza dell'Olocausto. Virtzberg pensò di scacciare quei fantasmi scrivendo un libro di memorie. Ne venne un libro fortemente innovativo per i suoi tempi. In primo luogo era allora inusuale che un sopravvissuto esprimesse una denuncia così esplicita e dettagliata delle atrocità personalmente subite e di quelle di cui era stato testimone. In secondo luogo, Virtzberg per la prima volta stabiliva un legame tra l'Olocausto e le esperienze di lotta in Israele nelle quali egli vedeva una occasione personale e collettiva di riscatto, di fronte a chi implicitamente accusava gli ebrei della diaspora europea di aver accettato passivamente il loro destino.
La stesura del libro si dimostrò tuttavia un'esperienza troppo superiore alle sue capacità di resistenza psicologica. Lo sforzo compiuto (anche dal punto finanziario, pagando nel 1967 di tasca propria le spese di pubblicazione) non fu ripagato da un'accoglienza men che tiepida. Virtzberg cadde in un profondo stato depressivo dal quale non trovò altra uscita che nel suicidio ai primi di agosto 1968. Al suo funerale, il rabbino capo di Beer-Sheva, rav Eliyahu Kushelevsky, lo ha ricordato con le parole: "Eichmann lo ha ucciso venticinque anni fa, ma solo oggi abbiamo ricevuto il suo corpo".
Oggi, il libro di Virtzberg, per i suoi contenuti e per la sua vicinanza agli eventi narrati, è considerato uno dei più importanti libri di memorie dell'Olocausto. Lo storico israeliano Avihu Ronen ha descritto il libro di Virtzberg come segue: "Questo è un libro unico nel suo genere tanto era in anticipo sui tempi, e comprende estremamente importante e autentica testimonianza personale. La storia di Virtzberg è unica e soprattutto non ha eguali tra le varie testimonianze e storie della Shoah".
Il libro è stato ripubblicato in ebraico nel dicembre del 2008 da Carmel Publishing, con una nuova introduzione, fotografie e una postfazione scritta dalla figlia. Nell'agosto del 2017 è uscito in traduzione inglese a cura dell'Istituto Yad Vashem con il titolo From Death to Battle: Auschwitz Survivor and Palmach Fighter.